# Britisches Warmblut
Das Britische Warmblut (englisch British Warmblood) ist eine im Vereinigten Königreich gezüchtete Sportpferderasse.
Hintergrundinformationen zur Pferdebewertung und -zucht finden sich unter: Exterieur, Interieur und Pferdezucht.

## Exterieur
Das britische Warmblut hat einen mittelgroßen, trockenen und ausdrucksstarken Kopf mit geradem Profil und großen Augen am Ende eines geschwungenen Halses. Ein ausgeprägter Widerrist geht in einen mittellangen Rücken mit guter Sattellage über. Die leicht abfallende Kruppe ist gut bemuskelt. Die Schultern sind schräg. Die Rasse hat korrekte Gliedmaßen, ein kompaktes Aussehen und ein trockenes Fundament. Die Hufe sind flach und weit. Ihre Gangarten sind elegant und haben eine exzellente Mechanik. Ihr Stockmaß liegt zwischen 157 und 173 cm. Britische Warmblüter kommen in allen Farben vor, auch als Schecken.

## Interieur
Ihr Charakter ist menschenbezogen, ausgeglichen, fleißig und umgänglich.

## Eignung
Britische Warmblüter haben ein überdurchschnittliches Springvermögen und elegante Gangarten mit exzellenter Mechanik. Daher eignen sie sich gut für Dressur, Vielseitigkeit und Springen. Dank ihres Charakters eignen sie sich aber auch als Freizeitpferd oder für Anfänger. Auch im Fahrsport trifft man sie an.

## Zuchtgeschichte
Seit Jahrhunderten hat Zucht des Englischen Vollbluts für den Sporteinsatz im Vereinigten Königreich Bedeutung, auch Kreuzungen anderer Rassen mit dem Englischen Vollblut für den Sporteinsatz haben Tradition. Nachdem sich in den Nachkriegsjahrzehnten immer mehr britische Reiter auf dem europäischen Festland nach Turnierpferden umschauten, strebte man auch im Vereinigten Königreich die Schaffung einer eigenen Warmblut-Sportpferderasse an. Man kreuzte importierte Pferde mit einheimischen Stuten. Gezüchtet wurde mit deutschen, holländischen, schwedischen und dänischen Warmblütern. Mit Leistungsprüfungen, Zuchtschauen und dem Führen von Stutbüchern versucht man heutzutage, den hohen Leistungsstandard zu erhalten. Hengste müssen mindestens 50 Prozent Warmblutanteil haben, um gekört zu werden.
Im Jahr 1977 wurde die British Warmblood Society als Zuchtverband gegründet, inzwischen trägt der Zuchtverband den Namen The Warmblood Breeders Studbook UK. Der Zuchtverband ist Mitglied im internationalen Dachverband World Breeding Federation for Sport Horses (WBFSH). Die Rasse des britischen Warmbluts konkurriert im Vereinigten Königreich mit weiteren großen Warmblut-Zuchtbüchern, so etwa dem Anglo European Studbook (AES), dem Sport Horse Breeding of Great Britain (SHBGB) und der British Hanoverian Horse Society (einem Tochterverband des Hannoveraner Verbands).